# Abadá-Capoeira
Il gruppo Abadá-Capoeira (Associazione brasiliana per il sostegno e lo sviluppo dell'Arte - Capoeira), creato nel 1988 da Mestre Camisa, è un'associazione per la diffusione e l'insegnamento della Capoeira in tutto il mondo.
Il gruppo nasce in seguito al tentativo di nuova generazione di capoeiristi di combinare Capoeira regionale e Capoeira Angola, allo scopo di sviluppare un nuovo modello che abbracciasse le innovazioni e la modernizzazione del leggendario Mestre Bimba, senza perdere i principi ed i valori fondamentali che sono inclusi nella storia e filosofia dell'arte. Abadá-Capoeira cerca quindi di evolvere con un piede nel passato e uno nel futuro (per sviluppare la capoeira pur conservando le tradizioni).
Nei primi anni '80 Mestre Camisa ha modellato gli insegnamenti di Mestre Bimba per sviluppare il proprio modello, aggiungendo la sua tecnica e la sua metodologia unica per migliorare gli aspetti marziali della capoeira, e di fatto Mestre Camisa è considerato uno dei più grandi maestri di Capoeira nel mondo.
In quanto dotato di corporatura non massiccia, Mestre Camisa ha sviluppato una tecnica per neutralizzare il suo avversario grazie a scansioni, manipolazioni, rapidità ed efficienza nella realizzazione dei movimenti, con colpi e leve. Questa tecnica permette di avere la meglio su avversari fisicamente superiori.
Oggi Abadá-Capoeira, con oltre 50.000 membri, è l'associazione di Capoeira più grande del mondo, rappresentata in tutti gli stati del Brasile e in oltre 25 paesi in tutto il mondo.

## Il gruppo Abadá
Abadá-Capoeira è un ente di pubblica utilità, senza scopo di lucro, il cui obiettivo è la diffusione della cultura brasiliana attraverso la Capoeira. Il suo esercizio è un forte strumento di integrazione sociale che trascende le classi sociali e rende possibile anche il recupero del concetto di cittadinanza.
Abadá-Capoeira è uno spazio fondamentale, un territorio libero, che mira a riunire i nuclei di Capoeira nazionali e internazionali per raccogliere i loro contributi in un unico database esistente, facilitando così l'accesso a tutti gli interessati, e a fornire migliore abilità tecniche per la formazione di insegnanti specializzati nell'insegnamento di base.
Abad-Capoeira è attualmente uno dei più grandi associazioni di diffusione della cultura nazionale, sia in Brasile e all'estero, svolgere corsi, seminari, conferenze e progetti.
Il lavoro di Abadá-Capoeira si basa su:
- Alcuni insegnamenti di Mestre Bimba (Capoeira regionale) e alcuni di Mestre Pastinha (Capoeira Angola), riuniti in un'unica tecnica di Capoeira, comunque aperta a creatività e innovazione.
- La conservazione della tradizione, la trasmissione delle origini, l'attenzione all'evoluzione tecnica dell'arte (con particolare interesse per la produzione di strumenti musicali e uniformi), la ricerca di avanzata conformità tecnica nel lavoro di apprendimento, nell'equilibrio, nella rapidità mentale e fisica per la reazione agli attacchi degli avversari.

## Filosofia
Abadá-Capoeira ha come filosofia lo sviluppo della Capoeira a diversi livelli (educativo, artistico e culturale) con l'obiettivo, tra gli altri, della professionalizzazione della Capoeira e della qualificazione del maestro di Capoeira come mezzo di trasmissione di cultura ed esperienze di vita.
La filosofia dell'associazione deriva dalla sua storia e dal suo impegno in tematiche sociali e culturali. Ognuna delle tematiche toccate nella formazione dei capoeiristi è connessa a conoscenze di pedagogia, arte e cultura della Capoeira, sviluppate mantenendo il contatto con un insegnante più esperto o master. La professionalizzazione della Capoeira cerca di trovare i valori del maestro di Capoeira al fine di migliorarli e renderli noti; questo resta uno dei principali obiettivi dell'associazione.
Abadá-Capoeira contribuisce inoltre alla formazione di valori umani ed etici fondati sul rispetto, sulla socializzazione e sulla libertà, e comprende:
- Un lavoro in università, scuole, club, accademie, associazioni e comunità svantaggiate;
- Il miglioramento della reputazione della Capoeira;
- La conservazione della natura attraverso la Capoeira;
- Lo sviluppo della cultura brasiliana;
- L'integrazione sociale.

Tutto questo cercando di rafforzare e migliorare la Capoeira nel suo carattere, nella sua dignità e nel valore personale.
Secondo le affermazioni del gruppo Abadá-Capoeira, la Capoeira è un'arte antica e futura. La forte espressione di libertà di un popolo, a loro avviso, è il praticare la Capoeira con rispetto e gioia. Tradizione e cambiamento sono ugualmente importanti e meritano lo stesso rispetto e attenzione. Trasformando e conservando i valori, il lavoro del gruppo evidenzia la necessità di lasciare la Capoeira libera di essere ciò che è. Per la Capoeira come per il camaleonte, il cambiamento è necessario solo per preservare la sua essenza.

## Struttura

### Grão Mestres Mestre e Mestrandos Abadá-Capoeira
- 'Grão Mestre Camisa Roxa' (Edvaldo Carneiro e Silva) da poco deceduto e perciò questo posto è tuttora vacante- Austria

--
- 'Mestre Camisa' (José Tadeu Carneiro Cardoso) - Rio de Janeiro / RJ - Brasile

--
- 'Mestre Nago' (Sergio Souza Oliveira) - Rio de Janeiro / RJ - Brasile
- 'Mestre Cobra' (Antonio Marcelo Trindade) - Rio de Janeiro / RJ - Brasile
- 'Mestre Morcego' (Rogério Francisco da Silva) - Rio de Janeiro - Brasil - Brasile
- 'Mestre Charm' (Jorge Gomes Martins) - Goiânia / GO - Brasile
- 'Mestra Edna' (Edna Lima) - New York - USA
- 'Mestra Márcia Cigarra' (Marcia Treidler) - San Francisco - USA
- 'Mestre Canguru' (Waldec Velasco Cota) - Rio de Janeiro / RJ - Brasile
- 'Mestrando Duende' (Carlos Eduardo dos Santos e Silva) - Salvador / BA - Brasile
- 'Mestrando Pernilongo' (Sidney Mauricio Tempesta) - Americana/ SP - Brasile
- 'Mestrando Peixe-Cru' (Paulo Rogério Yoneiama) - São Paulo / SP - Brasile
- 'Mestrando Paulinho Velho' (Paulo Cesar Carvalho) - Teresina / PI - Brasile
- 'Mestrando Apache' (Willians da Silva Marques) - Rio de Janeiro / RJ - Brasile
- 'Mestrando Piriquito Verde' (Jorge Luiz de Freitas) - Curitiba / PR - Brasile
- 'Mestrando Montanha (Alexandre Tarso) - Porto Alegre / RS - Brasile
- 'Mestrando Tigre (Francisco Alves Filho) - Bruxelles /    - Belgio
- 'Mestrando Sabiá do Serrado (Junio Cesar Marques da Costa) - Charleroi /    - Belgio
- 'Mestrando Cascão (Luiz Fernando Pereira Monteiro) - Guimarães /    - Portogallo
- 'Mestrando Bode (Cassius Vinicius Caetano Guimarães) - Florianópolis /  SC- Brasile
- 'Mestrando Eberson (Eberson Chaves Pereira) - Taguatinga /  DF- Brasile

## Sistema di corda

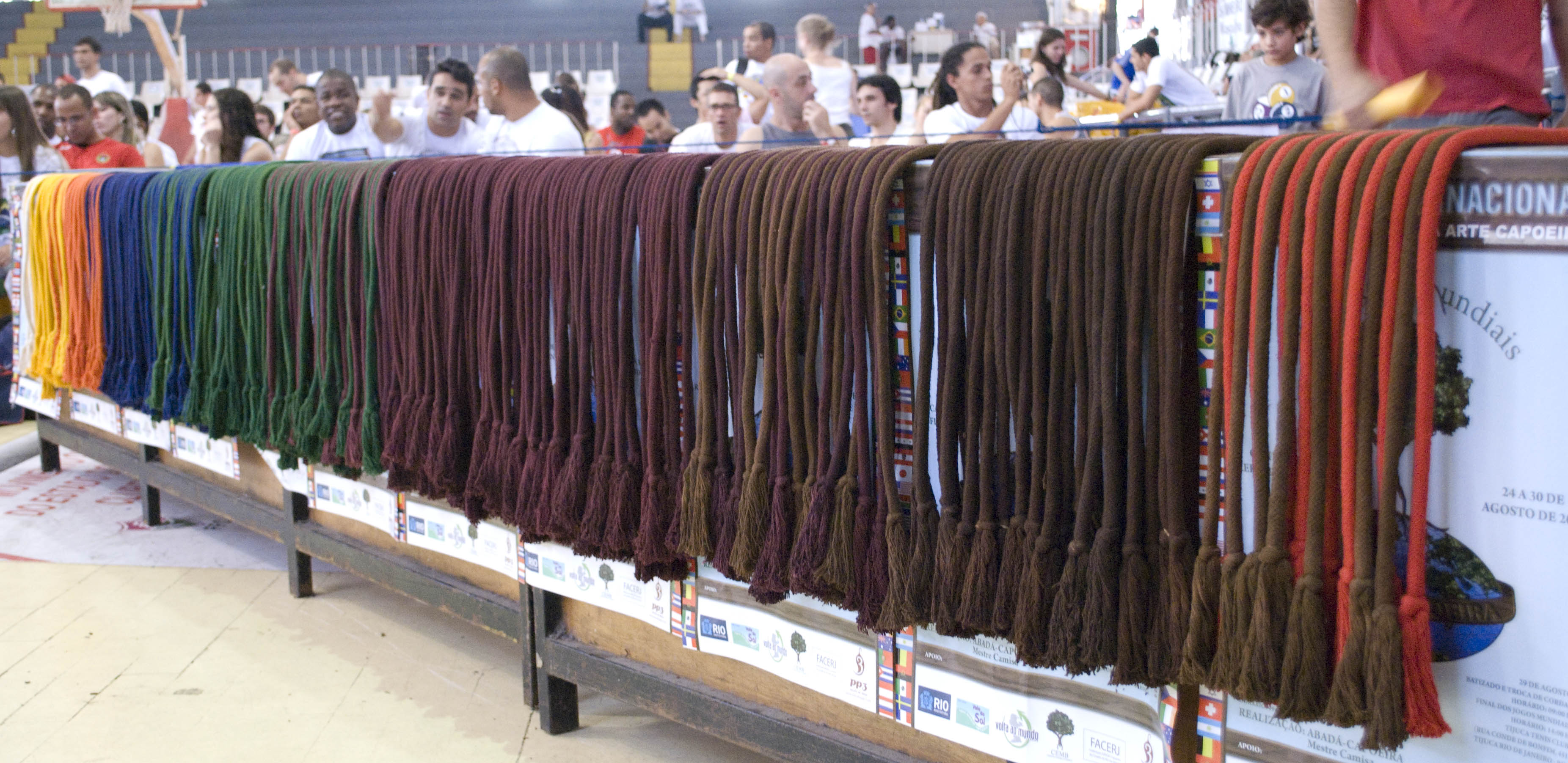
Cordas du un Troca de Cordas, ABADÁ-Capoeira Jogos Mundiais 2009, Rio de Janeiro, Brazil

I membri di Abadá-Capoeira sono classificati secondo un sistema graduato di corde, sviluppato utilizzando colori che simboleggiano la natura e riflettono il livello di pratica. Il sistema di corde non riflette tanto il livello di abilità del praticante tanto quanto i progressi nel percorso individuale come membro della comunità Abadá. Il sistema di corde come indicato dalla Capoeira Arte Centro - ABADA Capoeira è il seguente.

### Sistema di Graduazione Adulti
| Titolo/Livello | Corda                                 | Colore di Corda                              | Responsabilità di Base |
| -------------- | ------------------------------------- | -------------------------------------------- | --- |
| Iniziante      |                                       | Corda Crua (Corda Écru)                      | Corda naturale dello studente. |
| Studente       |                                       | Corda Crua-Amarelo (Corda Écru-Gialla)       | trasformazione |
|                |                                       | Corda Amarelo (Corda gialla)                 | L'Oro La corda gialla indica il valore di apprendista. |
|                |                                       | Corda Amarelo-Laranja (Corda Gialla-Arancia) | trasformazione |
|                |                                       | Corda Laranja (Corda Arancio)                | Il Sole La corda arancio riflette il risveglio della coscienza dell'apprendista. |
|                |                                       | Corda Laranja-Azul (Corda Arancio-Blu)       | trasformazione |
| Graduado/a     |                                       | Corda Azul (Corda Blu)                       | Il Mare La corda blu indica che l'apprendista ha la consapevolezza del lungo percorso intrapreso. |
|                |                                       | Corda Azul-Verde (Corda Blu-Verde)           | trasformazione |
|                |                                       | Corda Verde (Corda Verde)                    | La Foresta polmone del mondo La corda verde rappresenta il consolidamento dell'apprendista. Egli ha appreso le basi su cui è fondata Abadá-Capoeira. |
|                |                                       | Corda Verde-Roxa (Corda Verde-Viola)         | trasformazione |
| Instrutor/a    |                                       | Corda Roxa (Corda Viola)                     | L'Amestista La corda viola segnala che il capoeirista ha cominciato a superare il dolore fisico e a interiorizzare gli aspetti psicologici e spirituali dell'apprendimento della Capoeira, difendendone gli ideali. |
|                |                                       | Corda Roxa-Marron (Corda Viola-Marrone)      | trasformazione |
| Professor/a    |                                       | Corda Marron (Corda Marrone)                 | Il Camaleonte La corda marrone rappresenta il continuo cambiamento che caratterizza lo stile del gruppo. |
|                |                                       | Corda Marron-Vermelha (Corda Marrone-Rossa)  | trasformazione |
| Mestrando/a    |                                       | Corda Vermelha (Corda Rossa)                 | Il Rubino La corda rossa simboleggia la giustizia. A questo livello, il capoeirista acquisisce la comprensione della responsabilità, da lui o da lei ci si aspetta un impegno a lottare per la giustizia nel condurre il suo lavoro e prendere le sue decisioni. |
|                |                                       | Corda Vermelha-Branca (Corda Rossa-Bianca)   | trasformazione In questa graduazione il capoeirista cerca di sviluppare il suo potenziale, al fine di concentrare e mantenere gli ideali Abadá-Capoeira. Si tratta di una fase di trasformazione, perché il Mestre si appresta ad ottenere la laurea di livello più alto nel sistema Abadá. Al fine di raggiungere Grão-Mestre, è necessario prendere decisioni con precisione, onestà e soprattutto con saggezza e imparzialità. |
| Mestre         |                                       | Corda Branca (Corda Bianca)                  | Il Diamante Il "Diamante" è il minerale più duro e più resistente. Essa riflette tutti i colori e tutti i colori sono uniti nel bianco. |
| Grão Mestre    | Senza corda (Vestito tutto di bianco) | Designazione Onoraria                        | Senza Corda Il Grão-Mestre sostiene Abadá-Capoeira al fine di preservare i suoi ideali. È attraverso la saggezza, la pazienza, l'umiltà, la lealtà e le convinzioni del Grão-Mestre che Abadá può mantenere la sua filosofia, la tradizione, e i principi. Può esistere un unico Grão-Mestre: tutti gli attributi saranno concentrati in questa sola persona. Il Grão-Mestre ha la più alta responsabilità nel condurre il destino di Abadá. Questo titolo è attualmente detenuto da Grão Mestre Camisa Roxa, fratello maggiore di Mestre Camisa. |

### Sistema di graduazione infantile
Abadá-Capoeira dispone anche un sistema modificato di corde per i bambini, principianti e studenti, dalle denominazioni:
- Écru(Naturale)
- Écru con la punta Gialla
- Écru con la punta Arancio
- Écru con la punta Blu

Quando uno studente raggiunge il livello di punta Blu, confluisce nella graduazione fino a 16 anni con la corda Écru-Gialla.

### Sistema di graduazione fino a 16 anni
- Écru(Naturale)
- Écru-Gialla
- Gialla
- Écru-Arancia
- Gialla-Arancia
- Arancia
- Écru-Blu
- Gialla-Blu
- Arancio-Blu

Quando uno studente raggiunge il livello di Arancio-Blu, lei o lui rimane a tale livello fino all'età di sedici anni, momento dal quale confluisce nel sistema degli adulti con la corda blu.